# Gado junqueira
Gado junqueira é uma raça de boi taurino surgida na região sudeste do Brasil no interior de São Paulo.

## História
Desde o descobrimento do Brasil, os portugueses trouxeram gado bovino de origem taurina que foram dispersadas no Brasil e tiveram que se adaptar e sobreviver, desenvolvendo-se por séculos, resultado nos animais atuais. O gado ancestral que deu origem a esta raça também deu origem às raças gado pantaneiro, caracu, curraleiro pé-duro, crioulo lageano e o gado franqueiro, sendo todos taurinos e com bastante semelhanças físicas. Tais animais provavelmente descendem de raças portuguesas do tipo aquitânico ou turdetano, representadas pela Alentejana (ou Transtagana), Galega (ou Minhota) e Mirandesa. É certo que não foram somente estas raças que participaram da formação, outras raças de gado do tronco ibérico podem ter contribuído, sendo possível que gado africano também tenham participado.
No passado foi um gado muito utilizado para produção de carne, leite e usado no trabalho nas lavouras.

## Risco de extinção
Esta raça se encontra em risco crítico de extinção. Em 2005 era estimada a existência de menos de 100 animais da raça, com a EMBRAPA clonando naquela época 2 animais para auxiliar na preservação. A raça foi gradualmente sendo substituída por outras raças até a sua quase extinção.

## Características
A raça é considerada de dupla aptidão para carne e leite, destacando-se por ser muito rústica, reduzindo bastante os custos de criação, sendo usada também como gado de trabalho como por exemplo arado de boi.
Os seus chifres, por serem longos, eram muito usados para a confecção de berrantes no passado.